# سنط كارو
سنط كارو (الاسم العلمي: Vachellia karroo) ويعرف بالاسم الشائع الشوكة الحلوة، هي نوع من الطلح، يستوطن جنوب القارة الأفريقيا من جنوب أنغولا الشرقية إلى موزمبيق، وحتى الجنوب إلى جنوب أفريقيا. وهي شُجيرة أو شجرة ذات حجم صغير إلى متوسط، تنمو لتصل إلى ارتفاع 12 متر.

## الوصف
هي شُجيرة أو شجرة ذات حجم صغير إلى متوسط تنمو لتصل إلى ارتفاع 12 متر، ولها تاج مدور، تتفرع قليلاً إلى حدٍ ما في الجذع. وهي متغيرة في الشكل والحجم، ويصل أقصى طول لها حوالي 12 متر عندما يكون الماء جيد. يكون لحاؤها ذو لون أحمر في الفروع الصغيرة، وتدكن وتصبح ذات ملمس خشن عندما تكبر. وتظهر أزهار كثيرة في بداية فصل الصيف، أو بعد الأمطار الجيدة. ولها حوافظ بذور ضيقة ومسطحة وذات شكل هلالي. ويكون لونها أخضر عندما تكون صغيرة، ويصبح بُنياً وجاف عند النمو. وينشق الحافظ مما يتيح للبذور بالسقوط على الأرض. ولها أشواك زوجية ذات لون رمادي إلى الأبيض وهي طويلة و مستقيمة، وللثمار شكل قرني مستوي مستقيم أو منحني.

## التوزيع
تنمو بأقصى حجم لها عندما يكون تساقط المطر بين 800-900مم، ولكن يمكنها النمو والازدهار حتى في الحالات الجافة جداً كمنطقة كارو في غرب جنوب أفريقيا.

## التكيف
للشجرة فترة حياة تبلغ بين 30-40 عام، وهي قابلة للتكيف، قادرة على النمو بنفسها بدون الحاجة إلى الظل، أو سيقفة أو حماية من حرائق الأعشاب. وعندما يُصبح عمر الشتلة سنة واحدة، يمكن لها أن تنمو بعد الحريق. العديد من الفطريات ترتبط بهذه الشجرة، وتاج البالغة منها قد يكون متعرضاُ لغزو من قبل العديد من الهدلات، مما يؤدي إلى انخفاض الشجرة. ولها جذر وتدي طويل يتيح لها الاستفادة من الماء و المياه الجوفية، والعناصر الغذائية المتواجدة في الأعماق، ولهذا السبب تنمو العديد من الأعشاب وتزدهر أسفل ظلها، وأيضاً لقدرتها على إصلاح العناصر الغذائية وتثبيت النيتروجين الجوي.
وللشجرة القدرة على تحمل الصقيع، إذ تتحمل درجة حرارة 0 مئوية، وهي مقاومة للجفاف وتعيش في المناطق الصحراوية.
وقد تمت ملاحظة تواجدها في منطقة توري ديل مار بالقرب من ملقة في إسبانيا. حيث تنمو بحرية كشُجيرة كبيرة في الأراضي المقفرة، ويتم استخدامها كسياج لإبعاد الأغنام عن مزروعات الخضار، وتستخدم في المملكة العربية السعودية كمصدات للرياح وكسياجات شائكة، وهي مقاومة لهجمات اليرقات الحشرية.

== المراجع ==
1. ↑  "دليل النباتات بمنطقة الرياض" (PDF). www.ada.gov.sa. الهيئة العليا لتطوير مدينة الرياض. 1435هـ. ISBN:9786039058205. مؤرشف من الأصل (PDF) في 2016-07-02. اطلع عليه بتاريخ 2017-07-23.
2. ↑  Germplasm Resources Information Network: Vachellia karroo (as Acacia karroo) نسخة محفوظة 24 سبتمبر 2015 على موقع واي باك مشين.
3. ↑  Department of the Environment and Heritage and the CRC for Australian Weed Management, 2003 Archived 3 September 2007 at the Wayback Machine. [وصلة مكسورة] نسخة محفوظة 03 سبتمبر 2007 على موقع واي باك مشين.